# HMS Exploit (P167)
Le HMS Exploit est un patrouilleur de classe Archer de la Royal Navy.

## Histoire
Le XSV Exploit est commandé à l'origine pour le Royal Naval Auxiliary Service (RNXS), dissout en 1994, et présente une coque noire distincte, comme d’autres navires du RNXS.
Le 19 mars 1994, un grave incendie se produit dans la salle des machines de l’Exploit, à environ 30 miles de l’île de Lundy, alors qu'il est transféré de Greenock à Portsmouth dans le cadre de la gestion du service par l’équipage du RNXS. La station de sauvetage de Padstow et l'hélicoptère de recherche et le sauvetage de la RAF du RM Chivenor sont mobilisés et un pétrolier en route vers Milford Haven est détourné pour aider, mais ils n'ont pas besoin d'intervenir. L'incendie est plus tard attribué à une défaillance mécanique majeure du moteur principal tribord, entraînant un grand trou dans le carter du puisard. Le feu s'est propagé rapidement aux conduits d'air, enflammant des tuyaux de liquide de refroidissement en caoutchouc et provoquant une épaisse fumée âcre.
En juin 2017, l’Exploit, en compagnie des HMS Smiter, Ranger et Archer, est déployé en mer Baltique dans le cadre d'un exercice militaire internationale ; il s'agit du premier exercice auquel les patrouilleurs de classe Archer participent.

## Affiliations
- HMS Daring (D32)
- HMS Ambush (S120)
- TS Blackcap - Birkenhead Sea Cadets
- TS Minerva - Rhondda Sea Cadets
- TS Sutton Coldfield - Sutton Coldfield Sea Cadets
- Hereford Cathedral School CCF
- The University of Birmingham
- 845 Naval Air Squadron
- La ville de Berkeley
- Brownhills Girl Guides, Walsall